# Gyógyászati segédeszköz bolt
A gyógyászati segédeszköz bolt olyan szaküzlet, amely a gyógyászati segédeszközök forgalmazására szakosodott. Ezek az eszközök lehetnek tartós vagy átmeneti használatra szánt orvostechnikai eszközök, melyek a betegek gyógyulását, rehabilitációját, önellátási képességét vagy életminőségét javítják. A gyógyászati segédeszköz boltban kapható termékek közé tartoznak például a járást segítő eszközök, a fekvőbeteg-ellátásban használatos berendezések, a sztómaellátáshoz szükséges kiegészítők, valamint a hallásjavító készülékek és egyéb rehabilitációs segédeszközök.
Magyarországon ezek az üzletek az egészségügyi ellátórendszer részeként működnek, és tevékenységüket szigorú jogszabályi keretek határozzák meg. A szaküzletek egy részében a termékek társadalombiztosítási (TB) támogatással is beszerezhetők, amennyiben a vásárló rendelkezik megfelelő orvosi javaslattal vagy vényköteles felírással. A boltok feladata nem csupán az eszközök értékesítése, hanem azok használatának bemutatása, a szükséges méret- és típusválasztás segítése, valamint a TB-ügyintézésben való közreműködés is.
A gyógyászati segédeszköz boltok működését Magyarországon többek között a 9/1993. (IV. 2.) NM rendelet, a 7/2004. (XI. 23.) EüM rendelet és az 59/2012. (XII. 14.) EMMI rendelet szabályozza, amelyek előírják a tárgyi és személyi feltételeket, a forgalmazható termékek körét, valamint a TB-támogatás igénybevételének módját.

## Történet Magyarországon
A gyógyászati segédeszköz boltok Magyarországon a 20. század második felében kezdtek kialakulni, amikor a kórházi ellátáson kívüli, otthoni gondozáshoz is szükségessé vált a speciális eszközök elérhetősége. A rendszerváltást követően a magánszektor térnyerésével nőtt a kínálat és a földrajzi lefedettség, majd a 2000-es évektől a NEAK és az Egészségügyi Minisztérium szabályozása egységesítette a működési feltételeket.

## Jogszabályi háttér
A gyógyászati segédeszköz boltok működését meghatározó főbb jogszabályok:
- 9/1993. (IV. 2.) NM rendelet – a társadalombiztosítás által támogatott gyógyászati segédeszközök felírásának, kiadásának és elszámolásának szabályai.[1]
- 7/2004. (XI. 23.) EüM rendelet – az egészségügyi szolgáltatások nyújtásának tárgyi és személyi minimumfeltételei.[4]
- 59/2012. (XII. 14.) EMMI rendelet – az orvostechnikai eszközökről és azok forgalmazásáról.[5]

## Működési követelmények
A NEAK által támogatott gyógyászati segédeszköz bolt működéséhez meghatározott tárgyi és személyi feltételek szükségesek:
- Alapterület: legalább 20–25 m² eladótér.[6]
- Megvilágítás: természetes vagy mesterséges fényforrással, a termékek megtekintésére alkalmas fényerővel.
- Próbafülke: kötelező, ha a termékkör ezt indokolja (pl. kompressziós harisnya, ortézis).
- Akadálymentesség: a mozgáskorlátozottak számára megközelíthető bejárat és belső tér.
- Személyzet: szakképzett eladó vagy egészségügyi végzettséggel rendelkező munkatárs, aki képes a termék használatát bemutatni.

## Forgalmazott termékek típusai
A gyógyászati segédeszköz boltok kínálata széles termékpalettát ölel fel, amely az egészségkárosodással élő, beteg vagy rehabilitáció alatt álló személyek igényeit szolgálja. A főbb termékkategóriák a következők:
- Mozgást segítő eszközök: ide tartoznak a mankók, járókeretek, rollátorok és kerekesszékek, amelyek a sérült vagy csökkent mozgásképességű emberek közlekedését segítik. A választékban megtalálhatók a fix és összecsukható modellek, valamint a speciális sportkerekesszékek is.
- Fekvőbeteg-ellátás eszközei: a hosszabb ideig ágyhoz kötött betegek kényelmét és biztonságát szolgálják, például kórházi ágyak, állítható háttámlás ágykeretek, antidecubitus matracok, betegemelők és infúziós állványok.
- Sztómaellátó termékek: a sztómaval élők számára szükséges zsákok, tapadófelületek, bőrvédő és tisztító eszközök, amelyek segítik a higiénikus és diszkrét mindennapi használatot.
- Inkontinenciatermékek: nedvszívó pelenkák, betétek, nadrágpelenkák és vízhatlan ágyvédők, amelyek a vizelet- vagy széklet-visszatartási problémákkal élők életminőségét javítják.
- Hallásjavító készülékek és kiegészítők: hallókészülékek, elemek, tisztítókészletek és erősítő rendszerek, amelyek a halláskárosodott személyek kommunikációját segítik.
- Látásjavító segédeszközök: optikai nagyítók, olvasó- és vizuális segítő eszközök, speciális világítások, amelyek a gyengénlátók számára biztosítanak jobb olvashatóságot és tájékozódást.
- Kompressziós gyógyharisnyák és ortézisek: visszérbetegség, ödéma vagy ízületi sérülések kezelésére szolgáló rugalmas kötöttáruk, valamint testtámasztó eszközök (pl. térdrögzítők, csuklószorítók, gerinctámaszok).
- Egészségmegőrző és wellness eszközök: vérnyomásmérők, vércukorszint-mérők, inhalátorok, masszázskészülékek, amelyek a prevencióban és a krónikus betegségek otthoni ellenőrzésében játszanak szerepet.

## Társadalmi és gazdasági jelentőség
A gyógyászati segédeszköz boltok kulcsszerepet játszanak az otthoni ápolás és rehabilitáció folyamatában. Hozzájárulnak a kórházi ápolás idejének csökkentéséhez, az életminőség javításához és a betegek önállóságának növeléséhez. A NEAK-támogatással elérhető eszközök biztosítják, hogy a rászorulók anyagi lehetőségeiktől függetlenül hozzájussanak a szükséges segédeszközökhöz.